# Saint-Christophe-le-Chaudry
Pour les articles homonymes, voir Saint-Christophe.
Saint-Christophe-le-Chaudry est une commune française située dans le département du Cher en région Centre-Val de Loire.

## Géographie
La commune de Saint-Christophe se trouve sur la rive droite de l'Arnon, qui fait la limite avec Reigny. Le bourg est traversé par la D 997, route de Saint-Amand-Montrond à Culan. Du point de vue de la géographie linguistique, Saint-Christophe-le-Chaudry se trouve à la limite nord du Croissant, dans la zone où il est le plus large et remonte le plus au nord.

### Climat
Pour des articles plus généraux, voir Climat du Centre-Val de Loire et Climat du Cher.
En 2010, le climat de la commune est de type climat océanique dégradé des plaines du Centre et du Nord, selon une étude du CNRS s'appuyant sur une série de données couvrant la période 1971-2000. En 2020, Météo-France publie une typologie des climats de la France métropolitaine dans laquelle la commune est exposée à un climat océanique altéré et est dans la région climatique  Ouest et nord-ouest du Massif Central, caractérisée par une pluviométrie annuelle de 900 à 1 500 mm, maximale en automne et en hiver.
Pour la période 1971-2000, la température annuelle moyenne est de 11,3 °C, avec une amplitude thermique annuelle de 15,3 °C. Le cumul annuel moyen de précipitations est de 792 mm, avec 11,1 jours de précipitations en janvier et 6,8 jours en juillet. Pour la période 1991-2020, la température moyenne annuelle observée sur la station météorologique la plus proche, située sur la commune de Châteaumeillant à 13 km à vol d'oiseau, est de 11,9 °C et le cumul annuel moyen de précipitations est de 799,3 mm,. Pour l'avenir, les paramètres climatiques de la commune estimés pour 2050 selon différents scénarios d'émission de gaz à effet de serre sont consultables sur un site dédié publié par Météo-France en novembre 2022.

## Urbanisme

### Typologie
Au 1er janvier 2024, Saint-Christophe-le-Chaudry est catégorisée commune rurale à habitat très dispersé, selon la nouvelle grille communale de densité à 7 niveaux définie par l'Insee en 2022.
Elle est située hors unité urbaine et hors attraction des villes,.

### Occupation des sols
L'occupation des sols de la commune, telle qu'elle ressort de la base de données européenne d’occupation biophysique des sols Corine Land Cover (CLC), est marquée par l'importance des territoires agricoles (91,1 % en 2018), en diminution par rapport à 1990 (92,4 %). La répartition détaillée en 2018 est la suivante :
prairies (44 %), terres arables (31,5 %), zones agricoles hétérogènes (15,6 %), forêts (8,9 %).
L'évolution de l’occupation des sols de la commune et de ses infrastructures peut être observée sur les différentes représentations cartographiques du territoire : la carte de Cassini (XVIIIe siècle), la carte d'état-major (1820-1866) et les cartes ou photos aériennes de l'IGN pour la période actuelle (1950 à aujourd'hui).

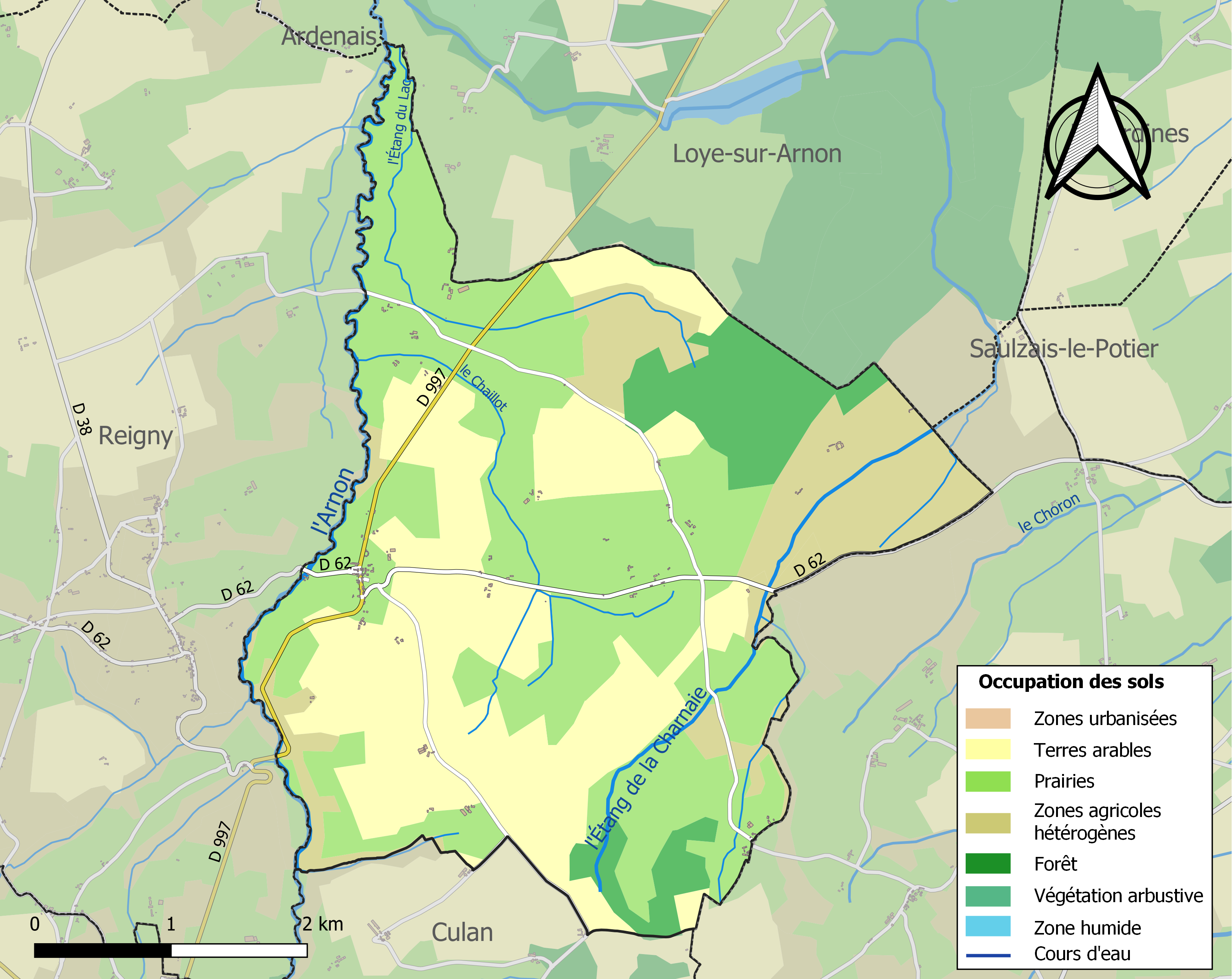
Carte des infrastructures et de l'occupation des sols de la commune en 2018 (CLC).

### Risques majeurs
Le territoire de la commune de Saint-Christophe-le-Chaudry est vulnérable à différents aléas naturels : météorologiques (tempête, orage, neige, grand froid, canicule ou sécheresse), mouvements de terrains et séisme (sismicité faible). Il est également exposé à un risque technologique, la rupture d'un barrage, et à un risque particulier : le risque de radon. Un site publié par le BRGM permet d'évaluer simplement et rapidement les risques d'un bien localisé soit par son adresse soit par le numéro de sa parcelle.

#### Risques naturels

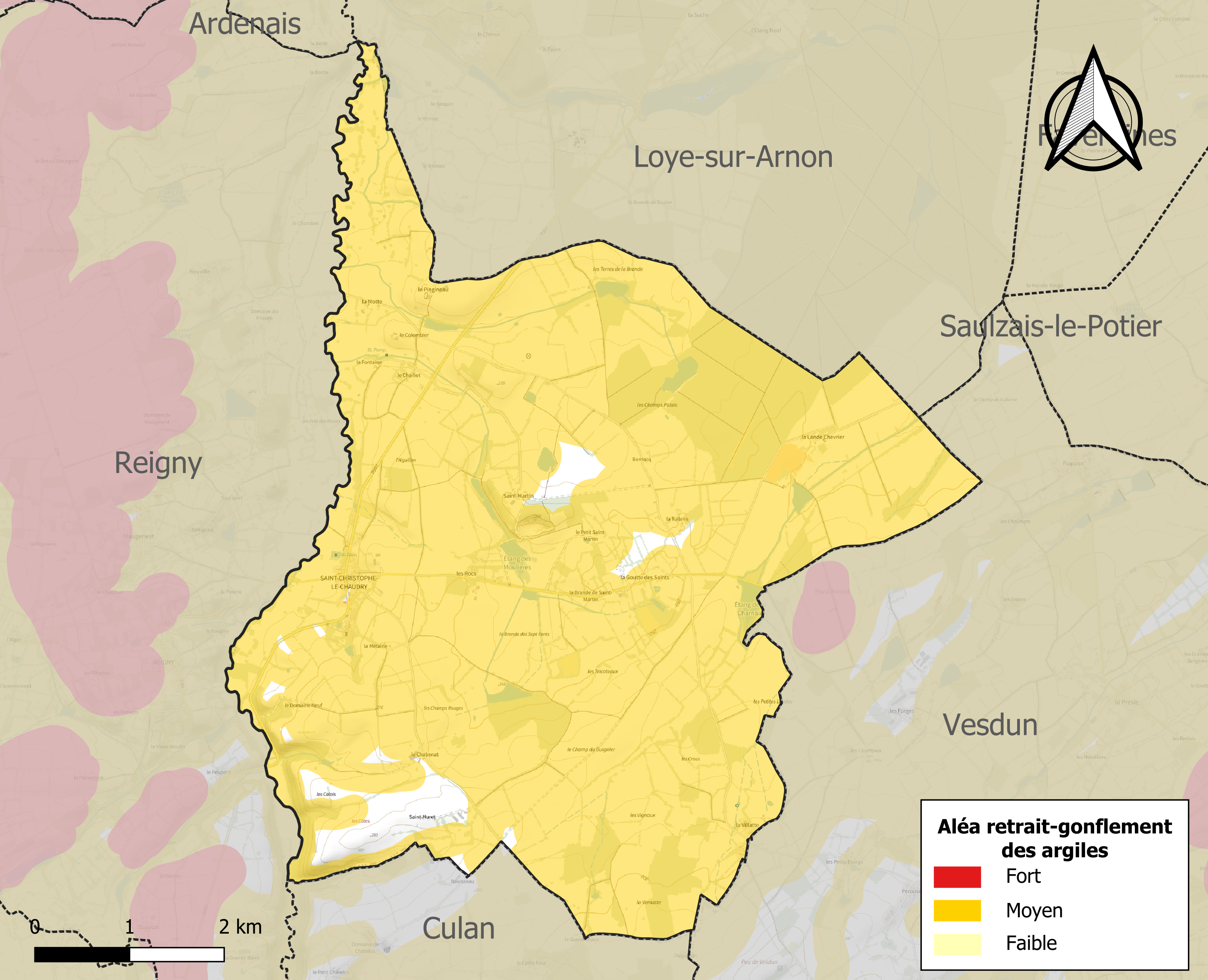
Carte des zones d'aléa retrait-gonflement des sols argileux de Saint-Christophe-le-Chaudry.

La commune est vulnérable au risque de mouvements de terrains constitué principalement du retrait-gonflement des sols argileux. Cet aléa est susceptible d'engendrer des dommages importants aux bâtiments en cas d’alternance de périodes de sécheresse et de pluie. 96,2 % de la superficie communale est en aléa moyen ou fort (90 % au niveau départemental et 48,5 % au niveau national). Sur les 75 bâtiments dénombrés sur la commune en 2019, 70 sont en aléa moyen ou fort, soit 93 %, à comparer aux 83 % au niveau départemental et 54 % au niveau national. Une cartographie de l'exposition du territoire national au retrait gonflement des sols argileux est disponible sur le site du BRGM,.
Concernant les mouvements de terrains, la commune a été reconnue en état de catastrophe naturelle au titre des dommages causés par la sécheresse en 2018 et 2019 et par des mouvements de terrain en 1999.

#### Risques technologiques
La commune est en outre située en aval du barrage de Sidiailles, de classe A. À ce titre elle est susceptible d’être touchée par l’onde de submersion consécutive à la rupture de cet ouvrage.

#### Risque particulier
Dans plusieurs parties du territoire national, le radon, accumulé dans certains logements ou autres locaux, peut constituer une source significative d’exposition de la population aux rayonnements ionisants. Toutes les communes du département sont concernées par le risque radon à un niveau plus ou moins élevé. Selon la classification de 2018, la commune de Saint-Christophe-le-Chaudry est classée en zone 2, à savoir zone à potentiel radon faible mais sur lesquelles des facteurs géologiques particuliers peuvent faciliter le transfert du radon vers les bâtiments.

## Histoire
Au cours de la Révolution française, la commune porta provisoirement le nom de Chaudry.

## Politique et administration
| Période                                  | Période      | Identité            | Étiquette | Qualité                  |
| ---------------------------------------- | ------------ | ------------------- | --------- | ------------------------ |
| Les données manquantes sont à compléter. |              |                     |           |                          |
| mars 2001                                | mars 2008    | Pierre Barnier      |           |                          |
| mars 2008                                | juillet 2020 | Pascal Munoz        |           | Sans profession déclarée |
| juillet 2020                             | En cours     | Jean-Pierre Amizet, |           | Ancien employé           |

## Démographie
L'évolution du nombre d'habitants est connue à travers les recensements de la population effectués dans la commune depuis 1793. Pour les communes de moins de 10 000 habitants, une enquête de recensement portant sur toute la population est réalisée tous les cinq ans, les populations de référence des années intermédiaires étant quant à elles estimées par interpolation ou extrapolation. Pour la commune, le premier recensement exhaustif entrant dans le cadre du nouveau dispositif a été réalisé en 2005.

En 2022, la commune comptait 94 habitants, en évolution de −10,48 % par rapport à 2016 (Cher : −2,48 %, France hors Mayotte : +2,11 %).
| 1793 | 1800 | 1806 | 1821 | 1831 | 1836 | 1841 | 1846 | 1851 |
| ---- | ---- | ---- | ---- | ---- | ---- | ---- | ---- | ---- |
| 348  | 278  | 326  | 374  | 319  | 291  | 283  | 307  | 271  |

| 1856 | 1861 | 1866 | 1872 | 1876 | 1881 | 1886 | 1891 | 1896 |
| ---- | ---- | ---- | ---- | ---- | ---- | ---- | ---- | ---- |
| 284  | 312  | 333  | 346  | 381  | 409  | 401  | 403  | 390  |

| 1901 | 1906 | 1911 | 1921 | 1926 | 1931 | 1936 | 1946 | 1954 |
| ---- | ---- | ---- | ---- | ---- | ---- | ---- | ---- | ---- |
| 401  | 410  | 391  | 300  | 296  | 307  | 278  | 255  | 232  |

| 1962 | 1968 | 1975 | 1982 | 1990 | 1999 | 2005 | 2006 | 2010 |
| ---- | ---- | ---- | ---- | ---- | ---- | ---- | ---- | ---- |
| 237  | 210  | 171  | 123  | 120  | 133  | 126  | 124  | 98   |

| 2015 | 2020 | 2022 | - | - | - | - | - | - |
| ---- | ---- | ---- | - | - | - | - | - | - |
| 105  | 94   | 94   | - | - | - | - | - | - |

## Culture locale et patrimoine

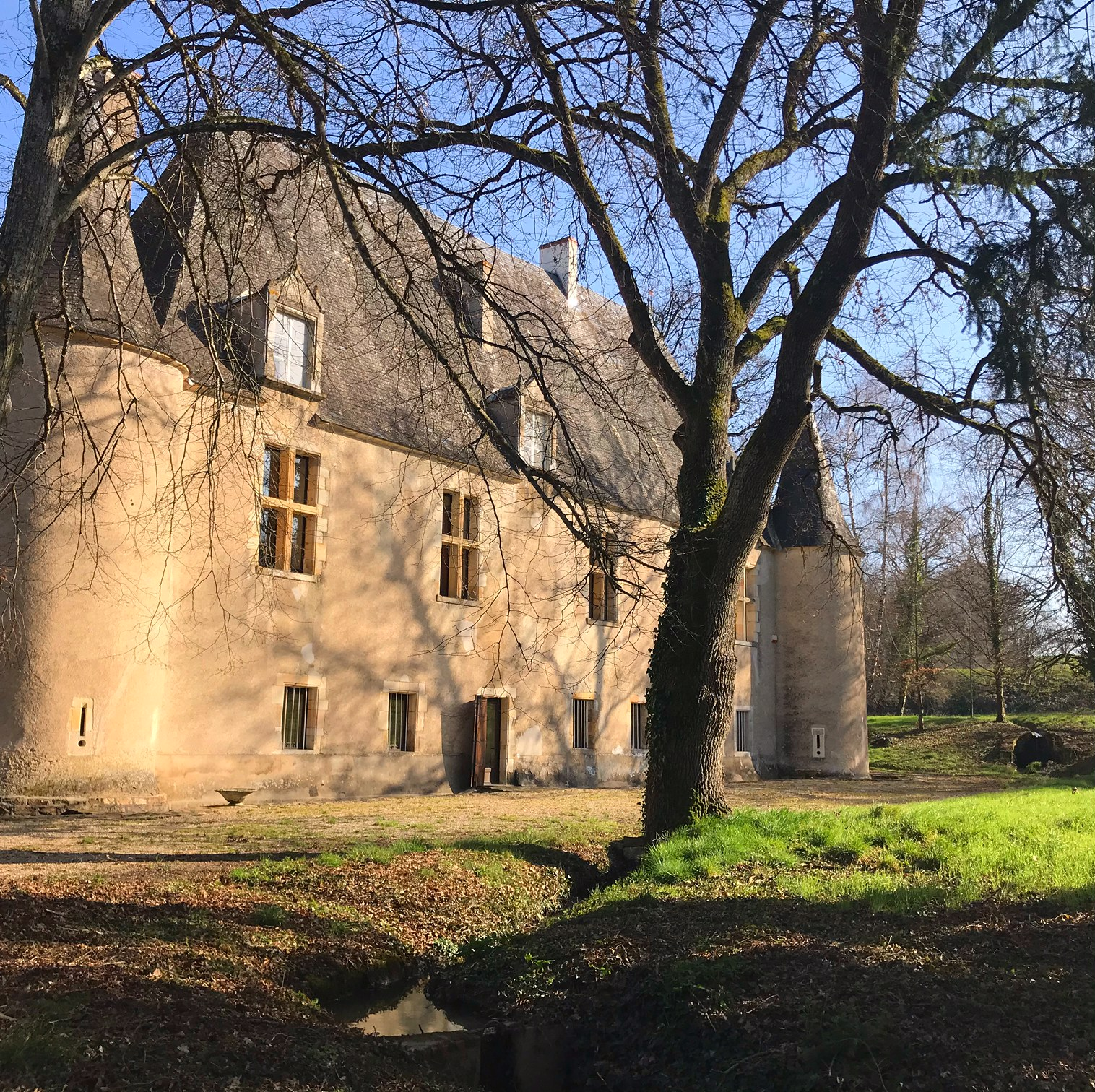
vue du Château

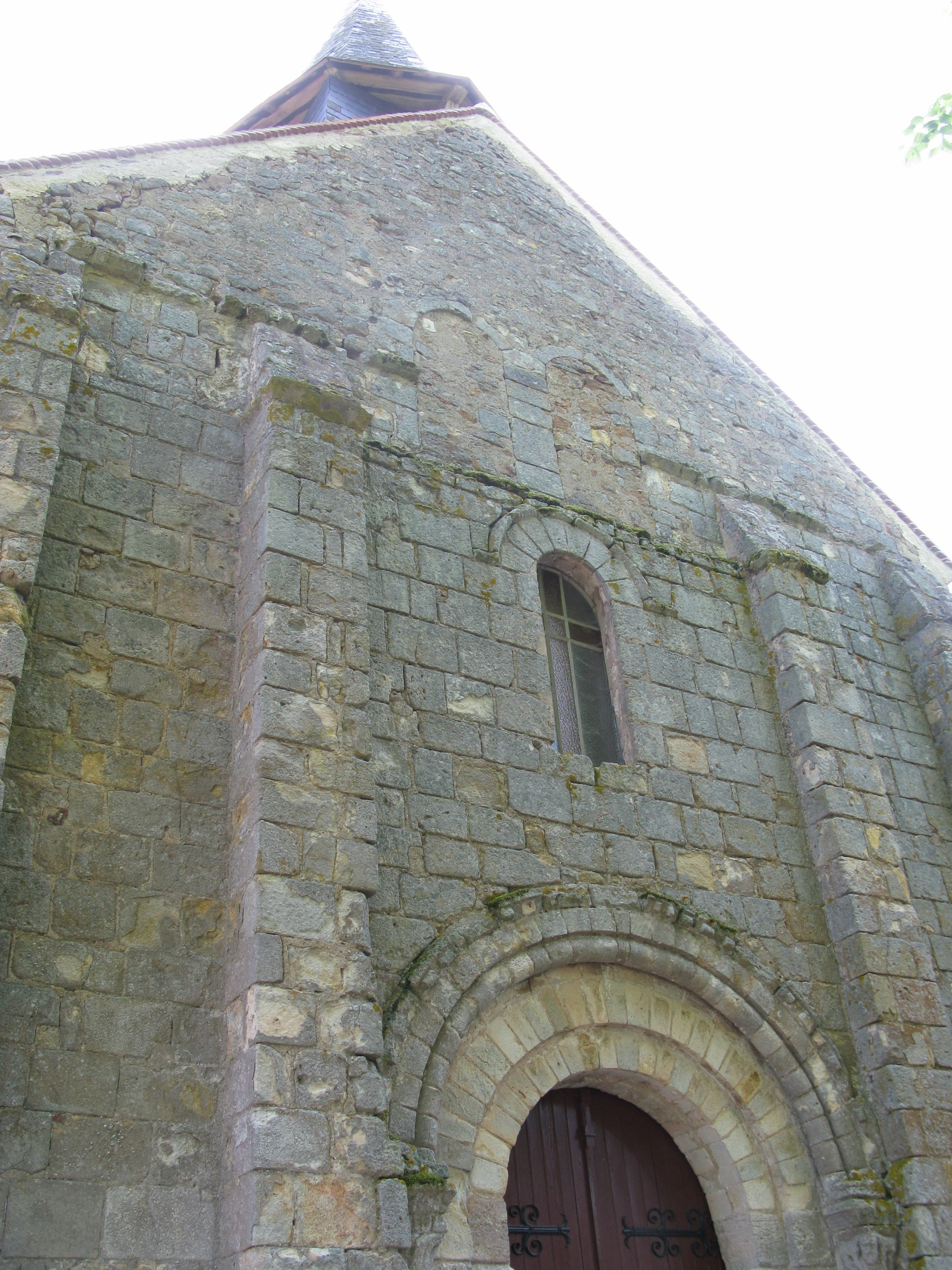
Façade de l'église

### Lieux et monuments
- Le Château de la Forêt-Grailly est une forteresse médiévale édifiée à la fin du XIVe siècle, remaniée à la Renaissance. Dans un état de 1723, le château est décrit comme un corps de logis en pavillon, avec trois tours d'angles, la quatrième étant tombée dix ans avant l'état. L'édifice est entouré de fossés en eau, franchis par un pont en bois. Cour et basse-cour sont ceintes de murs. A la Révolution, la tour Sud, les murs d'enceinte sont démolis et les douves comblées. Il a été restauré vers 1880. C'est une résidence privée.
- L'église de Saint-Christophe-le-Chaudry figure comme simple chapelle au début du XIIe siècle dans la liste des biens de l'abbaye Notre-Dame de Déols, plus grande abbaye du Berry. La population devenant plus nombreuse, elle est érigée en église paroissiale au XIVe siècle. L'église est située au croisement de la voie gallo-romaine de Poitiers à Lyon et de la route de Culan à Saint-Amand. Son architecture est romane : un plan simple, une nef rectangulaire communiquant avec un chœur couvert d'une voûte en berceau. La nef a été à maintes reprises consolidée. Les derniers travaux datent de 1984, la voûte a été reconstituée telle qu'elle était à l'origine, couverte de lambris de châtaignier. Le chœur a été également rénové en 1988, sa voûte en pierre renforcée, les enduits refaits ont mis en valeur des arcades aveugles, aménagées dans les murs latéraux, surmontés d'arcs décorés de losanges. L'éclairage provient d'une baie plein-cintre ornée d'un vitrail de la fin du XIXe siècle représentant Saint Christophe. Les deux portails sont typiquement romans, le portail occidental est couvert des trois cintres, dont l'un est entamé de cordons de billettes, reposant sur deux colonnettes surmontées de chapiteaux originaux. Le mobilier, détruit pendant la Révolution, a été remplacé dans la deuxième moitié du XIXe siècle grâce à une aide de l'Etat et des dons de particuliers. La commune a acquis un chemin de croix de style roman peint à l'huile. Dans la nef, des fragments de fresques sont visibles, ils pourraient faire l'objet de recherches tout comme les fouilles du sol pour enrichir l'histoire du village.
- Le moulin de Saint-Christophe-le-Chaudry, à proximité du bourg et de l'église a été construit au XVe siècle. Il est alimenté par l'Arnon, son existence est attestée dès 1449. L'actuel moulin a été édifié au XVIIe siècle sur le même emplacement, il a été transformé en 1864 en minoterie, dotée en 1892 d'une machine à vapeur qui fonctionnera jusqu'en 1973. C'est un bien remarquable du patrimoine communal avec son bief qui sépare les deux corps du bâtiment, les deux ponts franchissent les bras de l'Arnon.

### Personnalités liées à la commune
- François Maugenest (1750-1814), né à Saint-Christophe-le-Chaudry, député de l'Allier au conseil des Cinq-Cents et au corps législatif.